# Герб Добрянки
Герб города Добрянка — опознавательно-правовой знак, составленный и употребляемый в соответствии с правилами геральдики, являющийся основным официальным символом местного самоуправления.
Муниципальный герб утверждён Решением Думы муниципального образования «Добрянский городской округ» № 357 от 24 декабря 2020 года.

## Описание герба
В лазоревом поле стоящая на зелёной земле золотая часовня, по краям увенчанная двумя главками, а посредине куполом с такой же главкой наверху; на всех главках – осьмиконечные кресты. В вольной части – основные фигуры из композиции гербового щита Пермского края. Щит увенчан золотой башенной короной о пяти зубцах.
2.2. Толкование описания значения символов, изображенных на гербе.
Золотая часовня на зелёном холме символизирует историческое произведение декоративного литья – памятник-часовню, созданный мастеровыми Добрянского завода в 1892 году.
Лазоревое поле Герба аллегорически характеризует Добрянский городской округ как исключительно богатый водными ресурсами: на его территории находится Камское водохранилище, много рек и озёр.
Лазурь – символ истины, чести и добродетели, чистого неба и водных просторов.
Зелёный цвет – символ радости, надежды, жизни, природы, лесных богатств территории.
Золото символизирует прочность, величие, интеллект, великодушие, богатство.
Вольная часть обозначает региональную принадлежность Добрянского городского округа к Пермскому краю. Золотая башенная корона о пяти зубцах – административный статус Добрянского городского округа.

## История
21 мая 1997 года принято Решением Думы № 38 Положение о гербе города Добрянки.
Герб г. Добрянки представляет собой геральдический щит, в лазоревом поле которого на зелёном бугре (холме) помещена золотая часовня, символизирующая историческое произведение декоративного литья - памятник - часовню, созданную мастеровыми Добрянского завода в 1892 г. Часовня сопровождена вправо от зрителя буквенным изображением "Д". Щит увенчан серебряной башенною короной о трех зубцах. За щитом два, накрест положенные золотые молотка, соединенные красной лентой.
Геральдическое описание Герба города Добрянки гласит:
"В лазоревом (синем, голубом) поле на зелёном холме золотая с серебряным украшениями и лазоревом (синим, голубым) окном часовня, по краям увенчанная двумя главками, а посередине - куполом с такой же главкой на верху; осьмиконечные кресты на главках серебряные. Слева часовня сопровождена золотой буквой "Д". В верхней части герба (1/3) - Герб Пермской области
Решением Думы Добрянского городского поселения от 10 октября 2006 года № 222 утверждён новый герб Добрянского городского поселения. Герб разработан специалистами «Пермского геральдического салона»..
Герб Пермской области Геральдическое описание герба гласит: "В лазоревом (синем, голубом) поле - наковальня, о которую ударяет молот; от места удара веерообразно расходятся вверх три отвлеченные громовые стрелы (без наконечников); все фигуры золотые".
3.2. Описание символики герба
История Добрянки связана с историей Добрянского металлургического завода, который был основан представителями дворянского рода Строгановых в 1752 году. В основе герба - золотые молот и наковальня - символ кузнечно-литейного ремесла и шире - железоделательного промысла. Олицетворяют силу, выносливость, твердость, несгибаемость, в то же время являются символами мастерства, творческой энергии. Кроме этого, наковальня имеет символическое значение стабильного, прочного положения, достигнутого добросовестным трудом. Громовые стрелы ассоциируются с силой, энергией, в духовном смысле - поиск истины, искреннее стремление к озарению и просветлению, и аллегорически указывают, что в городе Добрянке была построена крупнейшая в Европе электростанция. То, что стрелы вылетают, как искры из под молота, означает непрерывность и историческую преемственность основных занятий жителей Добрянки: металлургии и энергетики.
Золото в геральдике символизирует прочность, величие, интеллект, великодушие, богатство. Голубое поле щита - символ воды, окружающей Добрянку с трех сторон, почему её называют "Уральской Венецией". В то же время, голубой цвет в геральдике - символ красоты, чести, славы, преданности, истины, добродетели и чистого неба.
.